# Переклади Біблії білоруською мовою
Переклади Біблії білоруською мовою — переклади біблійних текстів білоруською мовою, що були здійснені в різні періоди історії Білорусі.

## Поява Біблії на території сучасної Білорусі
На території сучасної Білорусі списки окремих книг Біблії або їх фрагментів з'явилися, швидше за все, безпосередньо після хрещення Русі в 986—988 роках. Загальнодоступним в мовних відносинах і досконалим в богословському сенсі перекладом довгий час була Біблія Кирила і Мефодія церковнослов'янською мовою. Число збережених рукописів, написаних церковнослов'янською мовою протягом XI—XV століть, обчислюється десятками.
Біблія поширювалася шляхом переписування в скрипторіях монастирів, церков, і княжих резиденцій. Ймовірно, що в XII столітті переписуванням священних книг займалася донька вітебського князя Єфросинія Полоцька. Про постійну біблійну традицію свідчать рукописні пам'ятники: Лавришівське, Оршанське, Друцьке Євангелія, Смоленський псалтир і ін.

## Перші спроби
Як показують дослідження академіка Юхима Карського та інших істориків, вже з XI століття робляться спроби пристосувати переклад Кирила і Мефодія до місцевих особливостей мови, його церковно-літургійного стилю, уточнити текст і виправити помилки переписувачів на основі староєврейського і давньогрецького оригіналів. Відомі кілька уривків перекладів з давньоєврейської мови невідомих авторів, що датуються періодом до Франциска Скорини: «Пісня над Піснями» (XIV—XV ст.), 8 книг Старого Завіту (2 половина XV — початок XVI століть).
Важливою віхою є створення в Білорусі самостійного повного біблійного зводу, складеного Матвієм Десятим («Дзесятаглаў», 1502—1507) і Федором Янушевич (історичні книги і «П'ятикнижжя Мойсея», 1514). На відміну від так званого Геннадієвського зводу (Новгород, 1499), який базувався переважно на болгарській редакції Кирило-Мефодіївського перекладу і перекладених з Вульгати відсутніх книг, білоруський звід сходив до більш ранньої і досить повної моравської редакції перекладу.

## Велике Князівство Литовське
Першим унікальним науково-популярним друкованим виданням Біблії церковнослов'янською мовою, які мали безперечний вплив розмовних білоруської,чеської і польської мов, була Біблія білоруського першодрукаря Франциска Скорини. Її переклад був зроблений або з Вульгати Ієроніма, або з одного з чеських перекладів. 6 серпня 1517 року Скорина видав Псалтир, а потім майже щомісяця випускав по новій книзі Біблії. До 1521 року вийшли 23 ілюстровані книги Старого Завіту під загальною назвою «Біблія руска, выложена доктором Франциском Скориною из славного града Полоцька, Богу ко ч(е)сти и людым посполитым к доброму научению». В першу білоруську Біблію Скорина включив майже півсотні ілюстрацій: численні заставки та інші декоративні елементи, які гармоніюють в шихтовку сторінок, шрифтом і титульними листами. Переклад Скорини був канонічно точний у передачі букви і духу біблійного тексту, не допускав вільності і перекладацьких доповнень. Книги Скорини заклали основу для формування норми білоруської літературної мови, а також стали першим перекладом Біблії на східнослов'янські мови.

## Новий час
Протягом XVIII і XIX століть нових перекладів на білоруську мову не робилося. У 1920-х роках Лука Декуть-Малєй зробив переклад спочатку чотирьох Євангелій, а потім, разом з Антоном Луцкевичем і Нового Завіту з Книгою Псалмів. Вінцент Годлевський зробив свій переклад з коментарями ще до 1930 року, проте видати його вдалося тільки в 1938 році, на латинському алфавіті. На сучасну білоруську мову всю Біблію вперше переклав мовознавець Ян Станкевич, чий переклад вийшов в Нью-Йорку в 1973 році.